# Vertignécourt
Vertignécourt est un ancien village ou lieu-dit disparu qui se situait sur la commune de Puttigny.

## Toponymie
Victornigas, Victorningas et Victurningas (testament de Fulrad), Uictorningas (777), Vitrenge (1343),  Vitrincourt (sans date).

## Histoire
- Appartenait au prieuré de Salonnes.
- L’église de Vertignécourt aurait servi jusqu’en 1756.